# Tata Prima Trucks Championship

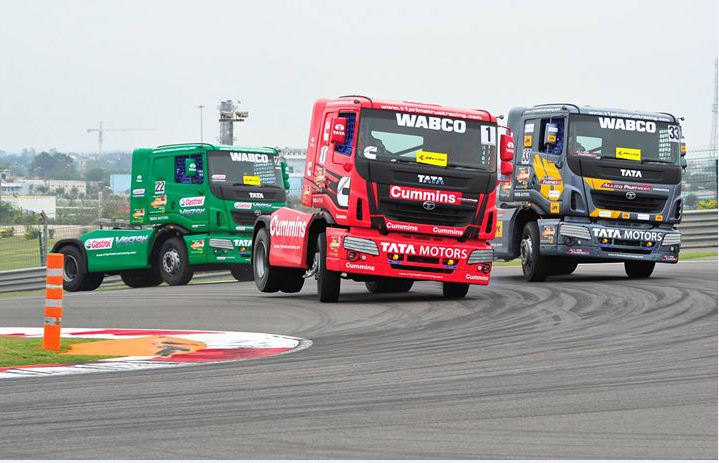
Carrera del Tata Prima Trucks Championship.

La Tata Prima Trucks Championship fue un campeonato de carreras de camiones que organizaba la empresa automovilística Tata Motors, en el que los competidores, pilotos del Campeonato de Europa de Carreras de Camiones (ETRC) y del Campeonato Británico de Carreras de Camiones, corrían con la versión del 2008 del Tata Prima en el Circuito Internacional de Buddh. Se disputó entre los años 2014 y 2017.

## El camión
El camión usado es la versión del Tata Prima del año 2008. Todos los participantes usaban camiones semejantes, de 340 CV, de modo que se formaban grandes pelotones de camiones que rodaban en décmias de segundo de principio a final de carrera. La velocidad máxima estaba limitada a 110 kilómetro por hora.

## Pilotos participantes
Por el Tata Prima Truck Championship han desfilado pilotos de la talla de Antonio Albacete, David Vršecký, Stuart Oliver, Bran John Burt, David Jenkins, Paul Mccumisky, David Ball, James Horne, Simon Reid, Richard Collett, Mat Summerfield, Steven Powell, Steven Thomas, Graham Powell, etc.

## Ganadores
| Año  | Equipo                         | Vehículo    | Ganador       |
| ---- | ------------------------------ | ----------- | ------------- |
| 2014 | Castol VECTON                  | Tatra Prima | Stuart Oliver |
| 2015 | Castol VECTON                  | Tatra Prima | Stuart Oliver |
| 2016 | Tata Technologies Motor Sports | Tatra Prima | David Jenkins |
| 2017 | Team DealerDaredevil           | Tatra Prima | David Vršecký |